# Sinoni
Sinoni ist ein Verwaltungsbezirk (Ward) des Distrikts Arusha (CC) in der tansanischen Region Arusha.

## Geografie
Sinoni liegt im Norden von Tansania, es ist ein Stadtteil im Süden der Stadt Arusha. Durch den Bezirk beziehungsweise an seiner Grenze entlang fließen die drei Flüsse Burka, Sombetini und Ngarenaro. Bei der Volkszählung 2022 lebten hier 58.542 Menschen in 17.049 Haushalten.

## Gliederung
Der Bezirk besteht aus sieben Stadtteilen (Mtaa):
- Makao Mapya
- Olevolos
- Olomokeya
- Oljanvutian
- Mlimani
- Migungani
- Engosengiu

## Wirtschaft und Infrastruktur
- Gesundheit: Im Bezirk liegt die private Apotheke Sinon Parish.[6]
- Bildung: Die Edmund Rice Sinon Secondary School ist eine Privatschule für Burschen und Mädchen, die von der katholischen Kirche betrieben wird.[7]